# Alicja Knast
Alicja Knast z domu Baran (ur. 7 grudnia 1972 w Wodzisławiu Śląskim-Radlinie) – polska menedżerka kultury, w latach 2014–2020 dyrektor Muzeum Śląskiego w Katowicach. Od 2021 dyrektor Galerii Narodowej w Pradze.

## Życiorys
Absolwentka muzykologii na Uniwersytecie im. Adama Mickiewicza. Była stypendystką m.in. Metropolitan Museum of Art, wykładała na London Metropolitan University (2005–2006). Jej publikacje dotyczą m.in. instrumentologii i muzealnictwa.
Pracę w muzealnictwie rozpoczęła w 1995 roku, stawiając pierwsze kroki w Muzeum Narodowym w Poznaniu. Od 2009 pracowała na stanowisku kuratora Muzeum Fryderyka Chopina, gdzie zajmowała się rozwojem muzeum oraz współtworzyła nową instytucję w ramach Narodowego Instytutu Fryderyka Chopina. W 2011 została Pełnomocnikiem ds. Wystawy Głównej Muzeum Historii Żydów Polskich, a przez następne dwa lata piastowała stanowisko Dyrektora Generalnego Wystawy Głównej. W lipcu 2014 została dyrektorem Muzeum Śląskiego w Katowicach i równocześnie dyrektorem Muzeum Górnośląskiego w Bytomiu (2014–2016). W 2015 powołano ją do Rady do Spraw Muzeów, której była członkinią także w następnej kadencji. W trakcie sprawowania dyrekcji przez Alicję Knast, Muzeum Śląskie zdobyło m.in.: wyróżnienie EMYA (konkurs Europejskie Muzeum Roku 2017), ogólnopolską nagrodę Sybilla 2018 w kategorii Zarządzanie (za zarządzanie przebiegiem ogólnopolskiej kampanii telewizyjnej #naszemuzeum wraz z pomiarem efektywności) oraz złoty „Medal Zasłużony Kulturze Gloria Artis” (nadany w 2019 roku z okazji 90. rocznicy utworzenia Muzeum Śląskiego). 29 stycznia 2020 roku Zarząd Województwa Śląskiego odwołał Knast ze stanowiska dyrektora Muzeum Śląskiego, argumentując decyzję negatywnymi wynikami audytu instytucji, pomimo opinii Stowarzyszenia Muzealników Polskich oraz ministra Piotra Glińskiego. W czerwcu 2020 Wojewódzki Sąd Administracyjny w Gliwicach stwierdził, iż odwołanie Knast ze stanowiska jest nieważne.
W październiku 2020 w drodze konkursu została powołana przez ministra kultury Czech Lubomíra Zaorálka na stanowisko dyrektora Galerii Narodowej w Pradze. Stanowisko objęła w styczniu 2021.
Alicja Knast należy do Międzynarodowej Rady Muzeów (ICOM) oraz do krajowych rad muzealnych m.in. Muzeum Zamkowego w Pszczynie. W 2022 powołana w skład Rady Muzeum Gdańska.

## Odznaczenia i nagrody
- Brązowy Medal „Zasłużony Kulturze Gloria Artis” – 2019[19]
- Odznaka honorowa „Zasłużony dla Kultury Polskiej” – 2015[3][4]
- Kawaler I klasy Orderu Gwiazdy Polarnej – Szwecja, 2011[3]
- Chevalier Orderu Sztuki i Literatury – Francja, 2025[20]

- Nagroda im. Cypriana Kamila Norwida – 2011[3]